# 廣儲西里
廣儲西里，是台灣南部自清治時期至日治初期的一個行政區劃，其範圍包括今台南市的新化區西南端一小塊地區及永康區東部。
廣儲西里北邊及東邊為廣儲東里，東南邊為保東里，南邊為保西里、長興上里，西邊為永康上中里。

## 管轄街庄
廣儲西里共轄3個庄：
- 今新化區境內：崙仔頂庄
- 今永康區境內：西勢庄、王田庄